# Modulor
Modulor är ett mått- och proportionssystem, utvecklat för husbyggande och arkitektur, av den fransk-schweiziske arkitekten Le Corbusier. Idéerna om detta system presenterades första gången i boken Le Modulor från 1948. 
Måtten i Modulor baseras på de mänskliga måtten; närmare bestämt måtten hos en 183 cm lång människogestalt i olika positioner, utifrån vardagliga aktiviteter. Inspiration hämtades även från Leone Battista Alberti arkitekturteoretiska skrifter och antika teorier kring harmoniska mått, såsom gyllene snittet. 
De erhållna måtten adderades sedan till avancerade diagram, ramverk och tredimensionella moduler för olika typer av byggnader. Tanken var sedan att arkitekter och konstruktörer skulle kunna använda sig av dessa och på så vis skapa "mänsklig arkitektur" med inbyggd harmoni.
Le Corbusier var redan en av de ledande arkitekterna och arkitekturteoretikerna vid tiden för publikationen av Le Modulor och förväntningarna var därför högt ställda. Succén uteblev dock; inte så mycket på grund av ett bristande intresse som på en skepsis hos konstruktörer och allmänheten. Kritikerna menade att systemet var alldeles för godtyckligt och saknade förankring i vetenskapen och verkligheten. Själv använde dock Le Corbusier Modulor i sina senare verk, såsom Unité d'Habitation och Notre Dame du Haut.